# Diego Alves Carreira
Diego Alves Carreira (* 24. června 1985 Rio de Janeiro), známý především jako Diego Alves, je brazilský profesionální fotbalový brankář, který je od léta 2023 bez angažmá. Mezi lety 2011 a 2017 odehrál také 10 utkání v dresu brazilské reprezentace.
Ve své kariéře prošel kluby Atlético Mineiro, UD Almería a Valencia CF. Získal bronzovou medaili na olympijských hrách v Pekingu roku 2008.

## Klubová kariéra
Svojí kariéru začal v Atléticu Mineiru, kde prošel dorosteneckými týmy, béčkem a prvně byl nominován do áčka Mineira v květnu 2005. Debutoval 3. května 2007 v 1. brazilské lize pod Ticem. Připsal si výhru 2:1. V této sezoně odehrál 13 zápasů z 38, Mineiro skončilo v sezoně osmé. Odešel do španělské Almérie za 2,2 mil. liber v červenci 2007. V Almerii odchytal svůj první zápas v La Lize až v prosinci roku 2008. Hned vychytal nulu, pod trenérem Unai Emerym. Dříve, o měsíc, odehrál svůj první zápas ve Španělsku v Copa del Rey pod Unaiem Emereym také, tehdy ale prohrál proti Levante UD.